# Інгрід Шуберт
І́нгрід Є́ва Шу́берт (нім. Ingrid Eva Schubert; нар. 7 листопада 1944, Еберн, Верхня Франконія, Баварія, Великонімецька імперія — пом. 12 листопада 1977, в'язниця Штаммгайм, Штутгарт, Федеративна Республіка Німеччина) — західнонімецька терористка, одна зі співзасновниць і лідерок ліворадикальної терористичної організації «Фракція Червоної Армії» (RAF).

## Життєпис
Народилася в місті Еберн 7 листопада 1944 року в сім'ї члена НСДАП Франца Шуберта. Виросла в Марольдсвайзасі та Кобленці, куди переїхала у віці дев'яти років. Вивчала медицину у Бонні і Дюссельдорфі, а у березні 1970 року закінчила навчання у Вільному університеті Берліна.
У розпал студентських заворушень у Німеччині у 1960-х роках переїхала до комуни в центрі міста, де опинилася в оточенні Гудрун Енслін, Андреаса Баадера та решти ліворадикально налаштованої молоді, незадоволеної згасанням студентських протестів.

### Терористична діяльність
За два місяці Шуберт брала участь у втечі з-під варти Андреаса Баадера, що, як вважається, поклало початок «Фракції Червоної армії».
Влітку 1970 року Шуберт і близько 20 членів RAF здійснили поїздку до Йорданії, де проходили підготовку в тренувальному таборі організації Руху за національне визволення Палестини. Проте через зухвалу поведінку Баадера та його відмову вдягнути бойову уніформу (навіть на військових навчаннях той носив модні оксамитові штани) він вступив у конфлікт із палестинськими бойовиками, які зрештою попросили групу покинути табір.
У лавах RAF діяла під псевдонімами Ірен та Ніна. 29 вересня 1970 року керувала автомобілем для втечі під час пограбування ощадної каси в Берліні. Влітку й восени того ж року Шуберт взяла участь у щонайменше ще двох пограбуваннях банків.

### Арешт і смерть
8 жовтня 1970 року Інгрід Шуберт було заарештовано разом з Горстом Малером, Бріґітте Асдонк та Іреною Гергенс у Берліні. У квітні наступного року її було засуджено до 13 років ув'язнення за участь у втечі Баадера, замах на вбивство і кілька пограбувань банків.
Протягом 1976—1977 років вона була ув'язнена у в'язниці Штаммгайм разом із ключовими діячами організації Андреасом Баадером, Гудрун Енслін, Ульрікою Майнгоф, Яном-Карлом Распе, Ірмгард Меллер і Бріґітте Монгаупт, разом з якими взяла участь у кількох голодуваннях.
Друге покоління RAF намагалося звільнити членів своєї організації шляхом терактів. Так, у 1975 році в Стокгольмі члени RAF захопили заручників у посольстві Німеччини. У 1977 році терористи викрали і згодом вбили президента Федерального союзу асоціацій роботодавців Німеччини Ганса-Мартіна Шлеєра, а також захопили пасажирський літак «Ландсхут». Цими діями RAF намагалася змусити керівництво країни звільнити Шуберт та інших терористів, однак федеральний уряд під керівництвом Гельмута Шмідта не пішов на поступки.
В ніч проти 18 жовтня 1977 року західнонімецький спецпідрозділ GSG 9 штурмував захоплений терористами літак і звільнив усіх заручників. Дізнавшись про це, Ян-Карл Распе, Гудрун Енслін і Андреас Баадер тієї ж ночі наклали на себе руки у своїх камерах. Распе і Баадер застрелилися з пронесених до в'язниці адвокатом пістолетів, Енслін повісилася за допомогою кабелю від гучномовця, а Ірмгард Меллер, єдина учасниця RAF, що вижила в ту ніч, завдала собі кілька ударів у груди вкраденим столовим ножем. Вона пережила спробу самогубства і відтоді заявила, що смерті інших терористів були не самогубствами, а позасудовими стратами, вчиненими тодішнім урядом Західної Німеччини, що рішуче заперечувалося як колишнім, так і нинішнім урядами Німеччини.
Невдовзі після самогубства лідерів RAF у «ніч смерті в Штаммгаймі», Шуберт було переведено у в'язницю Штадельгайм, а 12 листопада 1977 року вона повісилася на простирадлі на віконному хресті у своїй камері. Згодом повідомлялося, що розтин не виявив ознак самогубства, а незадовго перед смертю терористка казала своєму адвокатові, що не планувала накладати на себе руки.
Інгрід Шуберт була кремована в крематорії в Майнці і похована в родинній могилі на головному кладовищі в Кобленці 25 листопада 1977 року.

## Увічнення пам'яті
У 1986 році третє покоління «Фракції Червоної армії» створило «Командос Інгрід Шуберт» (нім. Kommando Ingrid Schubert), названу на знак солідарності і в пам'ять про неї. 10 жовтня того ж року група застрелила німецького високопосадовця Герольда Браунмюля, застреливши його коло свого будинку в Бонні, коли той повертався з роботи.